# Fáscia cremastérica
A fáscia cremastérica é uma fáscia no escroto. À medida que o cremaster desce, forma uma série de laços que diferem em espessura e comprimento em diferentes sujeitos. Na parte superior do cordão, os laços são curtos, mas eles se tornam sucessivamente mais longos, o mais longo chegando até o testículo, onde alguns estão inseridos na túnica vaginal. Esses laços são unidos pelo tecido conjuntivo e formam uma cobertura fina sobre o cordão e o testículo, a fáscia cremastérica.
É uma continuação da aponeurose do músculo oblíquo interno do abdome.